# Alexander Pestel

Alexander Pestel als Sprecher beim RIAS Berlin

Alexander Pestel (* 17. Mai 1925 in Auerbach/Vogtl.; † 14. Januar 2013 in Weißenburg in Bayern) war ein deutscher Regisseur beim RIAS Berlin.

## Leben
Alexander Pestel kam als Sohn des Kaufmannes Theodor Kurt Pestel und dessen Ehefrau Helene Rosa Pestel geb. Meyer in Auerbach im Vogtland zur Welt. Am 10. März 1943 wurde er zum Militärdienst einberufen, den er als Kriegsberichter (Gruppe Rundfunk) ableistete. Vom 13. Mai 1945 bis zum 19. Mai 1947 befand er sich in britischer Kriegsgefangenschaft in Italien. Nach der Gefangenschaft begab er sich nach Berlin, wo er seine Frau Jutta geb. Stroff heiratete, mit der er zwei Kinder hatte.
Alexander Pestel war von Mai 1949 bis Juli 1987 beim Rias Berlin als Regisseur tätig. Zuletzt war er Leiter der Politischen Wortproduktion und leitender Regisseur für den Programmbereich Livesendungen unter dem Programmdirektor Herbert Kundler.
Nach seiner Pensionierung zog Pestel ins Altmühltal nach Pappenheim.

## Livesendungen
- 1983: Der Gang vor die Hunde[2]
- 1984: Evergreens – für alle Fälle mit dem Moderator Harald Juhnke

## Hörspiele
- 1958 Zwischen Nacht und Tag, Autor: Günter Jannasck, Produzent: RIAS Berlin
- 1959 Vorsätzlich, Autor: Philip Leneve, Produzent: RIAS Berlin
- 1961 Kopfprämien, Autor: Johannes Grave, Produzent: RIAS Berlin
- 1961 Fahnen brauchen Lügen, Autor: Marran Gosov, Produzent: RIAS Berlin
- 1963 Unternehmen Lit-Apparat, Autor: Johannes Grave, Produzent: RIAS Berlin
- 1963 Untern Linden, untern Linden, Autor: Rolf Goetze, Produzent: RIAS Berlin
- 1967 Titania-Palast, Autor: Georg Zivier, Produzent: RIAS Berlin
- 1969 Gefährliches Spiel, Autor: Alain Franck, Produzent: RIAS Berlin
- 1984 Nein, Gerda ist es nicht, Autor: R. Frankenberg, Produzent: RIAS Berlin

## Tonträger
- RIAS. – 40 JAHRE RIAS BERLIN,

Ein akustischer Streifzug durch vier Jahrzehnte Programm und Zeitgeschehen. Tondokumente aus Politik, Musik, Unterhaltung, Literatur und Hörspiel. Auswahl, Text u. Produktion Herbert Kundler u. Alexander Pestel. Hrsg. RIAS Berlin, Christian Wagner. 2 Langspielplatten in ill. O.-Doppel-LP-Klappcover. Bln., o. J. (1986). 4°.